# Rejon zapolarny
Rejon zapolarny (ros. Заполярный район, Zapolarnyj rajon) – rejon administracyjny i komunalny obwodu archangielskiego w Rosji. Jedyny  rejon Nienieckiego Okręgu Autonomicznego. Centrum administracyjnym rejonu jest osiedle typu miejskiego Iskatielej.

## Historia
Rejon jest jednym z najmłodszych w Rosji. Jako rejon komunalny został założony 14 marca 2006 roku. Status rejonu administracyjnego otrzymał 19 kwietnia 2010 roku.

## Położenie
Terytorium rejonu pokrywa się w całości z obszarem Nienieckiego Okręgu Autonomicznego z wyjątkiem miasta Narjan-Mar i miejscowości jemu podległych. Nazwa rejonu "zapolarny" (ros.: Заполярный) pochodzi od jego położenia w większości za kołem podbiegunowym północnym.

## Podział administracyjny[1]
- Osiedla typu miejskiego:
  - Iskatielej – stolica rejonu,
  - Amdierma – pod jurysdykcją Nienieckiego Okręgu Autonomicznego.
- 17 sielsowietów pod jurysdykcją rejonu.